# سیارک ۷۲۰۴
سیارک ۷۲۰۴ (به انگلیسی: 7204 Ondrejov، نامگذاری:1995GH) هفت هزار و دویست و چهارمین سیارک کشف شده‌است که در ۳ آوریل ۱۹۹۵ کشف شد.
قدر مطلق سیارک برابر ۱۴٫۰۰ است.